# Liste der Nummer-eins-Hits in Irland (1991)
Dies ist eine Liste der Nummer-eins-Hits in Irland im Jahr 1991. Sie basiert auf den offiziellen Singlecharts in Irland, die im Auftrag der Irish Recorded Music Association (IRMA) erstellt werden. Es gab in diesem Jahr 18 Nummer-eins-Singles.

## Singles
| ← 1990 ← | Liste der Nummer-eins-Hits in Irland | Liste der Nummer-eins-Hits in Irland | Liste der Nummer-eins-Hits in Irland                                                                       | 1992 →                    |
| \| Zeitraum \| Wo. ges. \| Interpret \| Titel Autor(en) \| Zusätzliche Informationen \| \| (Zeitraum, Wochen auf Platz eins, Interpret, Titel, Autor[en], zusätzliche Informationen) \| \| \| \| \| \| ----------------------------------------------------------------------------------------- \| -------- \| --------------- \| ---------------------------------------------------------------------------------------------------------- \| ------------------------- \| \| 13. Dezember 1990 – 16. Januar 1991 5 Wochen \| 5 \| Zig & Zag \| The Christmas No. 1 John Morrison, Ray D’Arcy, Ciaran Morrison, Mick O’Hara \| – \| \| 17. Januar 1991 – 23. Januar 1991 1 Woche \| 1 \| Enigma \| Sadeness (Part I) Curly M.C., F. Gregorian, David Fairstein \| – \| \| 24. Januar 1991 – 27. März 1991 9 Wochen \| 9 \| Bart Simpson \| Do the Bartman Bryan Loren, Michael Joe Jackson \| – \| \| 28. März 1991 – 3. April 1991 1 Woche \| 1 \| Rod Stewart \| Rhythm of My Heart Marc Wallace Jordan, John Joseph Capek \| – \| \| 4. April 1991 – 1. Mai 1991 4 Wochen \| 4 \| Bart Simpson \| Deep, Deep Trouble Jeffrey Townes, Matt Groening \| – \| \| 2. Mai 1991 – 12. Juni 1991 6 Wochen \| 6 \| Cher \| The Shoop Shoop Song (It’s in His Kiss) Rudy Clark \| – \| \| 13. Juni 1991 – 26. Juni 1991 2 Wochen \| 2 \| The Doors \| Light My Fire Jim Morrison, Raymond D. Manzarek, Robert A. Krieger, John Paul Densmore \| – \| \| 27. Juni 1991 – 3. Juli 1991 1 Woche \| 1 \| Jason Donovan \| Any Dream Will Do Musik: Andrew Lloyd Webber; Text: Tim Rice \| – \| \| 4. Juli 1991 – 11. September 1991 10 Wochen (insgesamt 11) \| 11 \| Bryan Adams \| (Everything I Do) I Do It for You Michael Arnold Kamen, Bryan Guy Adams, Robert John Lange \| – \| \| 12. September 1991 – 18. September 1991 1 Woche \| 1 \| The Saw Doctors \| Hay Wrap John Peter Mary Burke, David Carton, Pearse Doherty, John Andrew Donnelly, Brendan Leo Mary Moran \| – \| \| 19. September 1991 – 2. Oktober 1991 2 Wochen \| 2 \| Guns n’ Roses \| Don’t Cry Izzy Stradlin, W. Axl Rose, Duff Rose McKagan, Slash, Darren A. Reed, Mathew William Sorum \| – \| \| 3. Oktober 1991 – 9. Oktober 1991 1 Woche \| 1 \| Right Said Fred \| I’m Too Sexy Fred Fairbrass, Richard Fairbrass, Robert Manzoli \| – \| \| 10. Oktober 1991 – 16. Oktober 1991 1 Woche (insgesamt 11) \| 11 \| Bryan Adams \| (Everything I Do) I Do It for You Michael Arnold Kamen, Bryan Guy Adams, Robert John Lange \| – \| \| 17. Oktober 1991 – 23. Oktober 1991 1 Woche \| 1 \| Monty Python \| Always Look on the Bright Side of Life Eric Idle \| – \| \| 24. Oktober 1991 – 13. November 1991 3 Wochen (insgesamt 4) \| 4 \| U2 \| The Fly Adam Clayton, Laurence Mullen, David Evans, Paul David Hewson \| – \| \| 14. November 1991 – 27. November 1991 2 Wochen (insgesamt 3) \| 3 \| Zig & Zag \| Zigzagging Musik: Rónán Johnston, Shay Fitzgerald; Text: Ciaran Morrison, Mick O’Hara \| – \| \| 28. November 1991 – 4. Dezember 1991 1 Woche \| 1 \| Michael Jackson \| Black or White Michael Joe Jackson, Bill Bottrell \| – \| \| 5. Dezember 1991 – 11. Dezember 1991 1 Woche (insgesamt 3) \| 3 \| Zig & Zag \| Zigzaggin’ Musik: Rónán Johnston, Shay Fitzgerald; Text: Ciaran Morrison, Mick O’Hara \| – \| \| 12. Dezember 1991 – 18. Dezember 1991 1 Woche (insgesamt 4) \| 4 \| U2 \| The Fly Adam Clayton, Laurence Mullen, David Evans, Paul David Hewson \| – \| \| 19. Dezember 1991 – 29. Januar 1992 6 Wochen (insgesamt 12) \| 12 \| Queen \| Bohemian Rhapsody Frederick Mercury \| – \| |                                      |                                      | |                           |
| ← 1990 |                                      |                                      | | → 1992 →                  |
| Zeitraum | Wo. ges.                             | Interpret                            | Titel Autor(en)                                                                                            | Zusätzliche Informationen |
| (Zeitraum, Wochen auf Platz eins, Interpret, Titel, Autor[en], zusätzliche Informationen) |                                      |                                      | |                           |
| 13. Dezember 1990 – 16. Januar 1991 5 Wochen | 5                                    | Zig & Zag                            | The Christmas No. 1 John Morrison, Ray D’Arcy, Ciaran Morrison, Mick O’Hara                                | –                         |
| 17. Januar 1991 – 23. Januar 1991 1 Woche | 1                                    | Enigma                               | Sadeness (Part I) Curly M.C., F. Gregorian, David Fairstein                                                | –                         |
| 24. Januar 1991 – 27. März 1991 9 Wochen | 9                                    | Bart Simpson                         | Do the Bartman Bryan Loren, Michael Joe Jackson                                                            | –                         |
| 28. März 1991 – 3. April 1991 1 Woche | 1                                    | Rod Stewart                          | Rhythm of My Heart Marc Wallace Jordan, John Joseph Capek                                                  | –                         |
| 4. April 1991 – 1. Mai 1991 4 Wochen | 4                                    | Bart Simpson                         | Deep, Deep Trouble Jeffrey Townes, Matt Groening                                                           | –                         |
| 2. Mai 1991 – 12. Juni 1991 6 Wochen | 6                                    | Cher                                 | The Shoop Shoop Song (It’s in His Kiss) Rudy Clark                                                         | –                         |
| 13. Juni 1991 – 26. Juni 1991 2 Wochen | 2                                    | The Doors                            | Light My Fire Jim Morrison, Raymond D. Manzarek, Robert A. Krieger, John Paul Densmore                     | –                         |
| 27. Juni 1991 – 3. Juli 1991 1 Woche | 1                                    | Jason Donovan                        | Any Dream Will Do Musik: Andrew Lloyd Webber; Text: Tim Rice                                               | –                         |
| 4. Juli 1991 – 11. September 1991 10 Wochen (insgesamt 11) | 11                                   | Bryan Adams                          | (Everything I Do) I Do It for You Michael Arnold Kamen, Bryan Guy Adams, Robert John Lange                 | –                         |
| 12. September 1991 – 18. September 1991 1 Woche | 1                                    | The Saw Doctors                      | Hay Wrap John Peter Mary Burke, David Carton, Pearse Doherty, John Andrew Donnelly, Brendan Leo Mary Moran | –                         |
| 19. September 1991 – 2. Oktober 1991 2 Wochen | 2                                    | Guns n’ Roses                        | Don’t Cry Izzy Stradlin, W. Axl Rose, Duff Rose McKagan, Slash, Darren A. Reed, Mathew William Sorum       | –                         |
| 3. Oktober 1991 – 9. Oktober 1991 1 Woche | 1                                    | Right Said Fred                      | I’m Too Sexy Fred Fairbrass, Richard Fairbrass, Robert Manzoli                                             | –                         |
| 10. Oktober 1991 – 16. Oktober 1991 1 Woche (insgesamt 11) | 11                                   | Bryan Adams                          | (Everything I Do) I Do It for You Michael Arnold Kamen, Bryan Guy Adams, Robert John Lange                 | –                         |
| 17. Oktober 1991 – 23. Oktober 1991 1 Woche | 1                                    | Monty Python                         | Always Look on the Bright Side of Life Eric Idle                                                           | –                         |
| 24. Oktober 1991 – 13. November 1991 3 Wochen (insgesamt 4) | 4                                    | U2                                   | The Fly Adam Clayton, Laurence Mullen, David Evans, Paul David Hewson                                      | –                         |
| 14. November 1991 – 27. November 1991 2 Wochen (insgesamt 3) | 3                                    | Zig & Zag                            | Zigzagging Musik: Rónán Johnston, Shay Fitzgerald; Text: Ciaran Morrison, Mick O’Hara                      | –                         |
| 28. November 1991 – 4. Dezember 1991 1 Woche | 1                                    | Michael Jackson                      | Black or White Michael Joe Jackson, Bill Bottrell                                                          | –                         |
| 5. Dezember 1991 – 11. Dezember 1991 1 Woche (insgesamt 3) | 3                                    | Zig & Zag                            | Zigzaggin’ Musik: Rónán Johnston, Shay Fitzgerald; Text: Ciaran Morrison, Mick O’Hara                      | –                         |
| 12. Dezember 1991 – 18. Dezember 1991 1 Woche (insgesamt 4) | 4                                    | U2                                   | The Fly Adam Clayton, Laurence Mullen, David Evans, Paul David Hewson                                      | –                         |
| 19. Dezember 1991 – 29. Januar 1992 6 Wochen (insgesamt 12) | 12                                   | Queen                                | Bohemian Rhapsody Frederick Mercury                                                                        | –                         |